# Inventionen und Sinfonien
Die Inventionen und Sinfonien sind eine Sammlung von 30 polyphonen Sätzen für Tasteninstrument (z. B. Clavichord oder Cembalo) von Johann Sebastian Bach, bestehend aus 15 zweistimmigen Inventionen (BWV 772–786) und 15 dreistimmigen Sinfonien (BWV 787–801). Manchmal wird auch die Bezeichnung Zwei- und dreistimmige Inventionen verwendet (lateinisch inventio „Erfindung“). Der Originaltitel lautet Auffrichtige Anleitung. Der historische Begriff Invention ist seit der Mitte des 16. Jahrhunderts in der Musik gebräuchlich.

## Entstehung und Anordnung
Ursprünglich waren die zweistimmigen Stücke Praeambulum und die dreistimmigen Fantasia betitelt; sie waren Teil des Klavierbüchleins für Wilhelm Friedemann Bach von 1720. Bach schrieb sie 1723 sie noch einmal in Reinschrift ab – in einer neuen Anordnung und mit dem neuen Titel, mit zahlreichen zusätzlichen Verzierungen und wenigen Korrekturen bzw. rhythmischen Änderungen. Daneben existieren noch zwei Abschriften, die eines unbekannten Bachschülers wohl um 1723, und eine Abschrift von Heinrich Nikolaus Gerber von 1725. Beide weisen eine reichhaltige Ornamentierung auf.
In seiner Reinschrift von 1723 ordnete Bach die Inventionen und Sinfonien aufsteigend nach Tonarten. In den zu jener Zeit ungebräuchlichen Tonarten liegen im Gegensatz zum Wohltemperierten Klavier keine Stücke vor.

## Charakter und Absicht
Die Inventionen und Sinfonien sind nicht nur gelegentlich gespielte Stücke, sondern hauptsächlich Übungswerk für Spieler und modellhafte Anweisung zum Komponieren; weiter auch Beiträge zu einer Philosophie der Musik. Sie enthalten zahlreiche Beispiele kontrapunktischer Kompositionsweise.
Bach stellte der Niederschrift von 1723 den folgenden Titel als „Gebrauchsanweisung“ voran. Die kursive Schrift entspricht Bachs deutscher Kurrentschrift:

Rhythmische Variation der ersten Invention in der Fassung von 1720

Auffrichtige Anleitung,
Wormit denen Liebhabern des Clavires,
besonders aber denen Lehrbegierigen, eine deüt-
liche Art gezeiget wird, nicht alleine (1) mit 2 Stimen
reine spielen zu lernen, sondern auch bey weiteren pro-
greßen auch (2) mit dreyen obligaten Partien richtig
und wohl zu verfahren, anbey auch zugleich gute inventio-
nes nicht alleine zu bekommen, sondern auch selbige wohl
durchzuführen, am allermeisten aber eine cantable
Art im Spielen zu erlangen, und darneben einen
starcken Vorschmack von der Composition zu über-
kommen.
Verfertiget
Anno Christi 1723
von Joh: Seb: Bach.
Hochfürstlich Anhalt-Cöthe-
nischen Capellmeister

## Die einzelne Sätze

### Inventionen (zweistimmig)
Invention 1, C-Dur , BWV 772
Das kurze, halbtaktige Thema setzt bereits den gleichwertigen Einsatz aller Finger voraus, für sequenzierende Passagen werden seine beiden Hälften unabhängig voneinander verwendet. Schon im dritten Takt führt Bach die Umkehrung ein und setzt sie nun gleichberechtigt mit der originalen Gestalt ein. Bach erweiterte in einem späteren Schritt die Terzen des Themas zu Triolen-Durchgängen; die so entstandene Fassung repräsentiert das letzte Stadium des Autographs. Laut Georg von Dadelsen ist sie als „Alternativfassung“ zur Fassung in reinen Sechzehnteln zu werten.
Invention 2, c-Moll , BWV 773
Ein über weite Strecken durchgängiger, strenger Kanon im großen Abstand von zwei Takten mit einem charakteristischen Kontrapunkt aus Seufzermotiven. Im ersten Drittel führt die Oberstimme, dann folgt der gleiche Satz mit vertauschten Stimmen in g-Moll, schließlich wird der erste Abschnitt wieder aufgegriffen.
Invention 3, D-Dur 3/8, BWV 774
Dreiteilige Form; der mehrfach modulierende Mittelteil etabliert auch eine Variante des Themas mit deutlich längerem Auftakt. Reprise mit verschleiertem Beginn und vertauschten Stimmen, ein Trugschluss führt in die Coda.
Invention 4, d-Moll 3/8, BWV 775
Der Satz ähnelt in seinem dreiteiligen Aufbau dem vorhergehenden Satz. Das thematische Material ist ein Tonleiterausschnitt in harmonisch Moll, wobei der Terzschritt zwischen sechster und siebter Stufe durch Oktavierung verschleiert wird.
Der Komponist Helmut Lachenmann schrieb eine dritte Stimme zu dieser Invention, die allerdings den Hemiolen an den Satzschlüssen nicht folgt und daher stilistisch abweicht.
Invention 5, Es-Dur , BWV 776
Ein Bourrée-artiger Themenkopf und begleitendes, eher uncharakteristisches Sechzehntellaufwerk. Der Satz beginnt wie eine Fuge und bringt dann den Themenbeginn auf allen tragfähigen Stufen, so dass der Beginn der Reprise ganz unmerklich ist.
Invention 6, E-Dur 3/8, BWV 777
Der Satz besteht als einziger in beiden Sammlungen aus zwei wiederholten Abschnitten – nach Art eines stilisierten Tanzsatzes. Charakteristisch ist das Schreiten der beiden Hände in rhythmisch verschobenen Achteltonleitern (Synkopen); als Gegensatz wird noch ein auftaktiges Anapästmotiv eingeführt. Der zweite Teil beginnt mit vertauschten Händen in der Dominanttonart. Trotz des Dreiertakts kommt der Satz ganz ohne Hemiolen an den Satzschlüssen aus.
Invention 7, e-Moll , BWV 778
Das anfangs etablierte Motiv wird nach und nach durch Verlängerung des Auftakts zu langen ausdrucksvollen Sechzehntelketten entwickelt und auch beim Wiederaufgreifen der Tonika am Ende nicht wieder in der ursprünglichen Form gebracht, so dass nicht der Eindruck einer echten Reprise entsteht.
Invention 8, F-Dur 3/4, BWV 779
Ein in Achteln gebrochener Dreiklang und als Kontrapunkt eine sequenzierend absteigende Tonleiter bilden das thematische Material. Der Satz beginnt als strenger, bald freier werdender Kanon; das erste Drittel moduliert zur Dominante; das gleiche Material führt dann am Schluss zur Tonika zurück.
Invention 9, f-Moll 3/4, BWV 780
Das Thema mit seinen ausdrucksvollen Sprüngen und sein Kontrasubjekt (Gegenthema) werden mit vertauschten Stimmen wiederholt, dann werden sie für ausgiebige Modulationen genutzt. Die harmonische Intensität führt zu pausenloser Beschäftigung beider Hände, bei der auch die drei Teile nicht deutlich gegeneinander abgesetzt sind.
Invention 10, G-Dur 9/8, BWV 781
Als größtmöglicher Kontrast zu der vorangegangenen Invention folgt hier eine betont anspruchslose „pastorale“ Harmonik; schon das Anfangsmotiv ist nur eine Dreiklangsbrechung, und der ganze Satz besteht aus pausenlos durchlaufenden Achteln ohne jeden auffälligen Gegensatz. Das Material entwickelt sich ständig weiter; nur der Beginn des Mittelteils und der Reprise werden durch wörtliche Aufnahme des Anfangsmotivs markiert.
Invention 11, g-Moll , BWV 782
Ein mit zwei Takten recht langes Thema tritt abwechselnd in beiden Händen auf und wird von immer neuen Kontrapunkten begleitet – Bach gelingt es, hier aufsteigende wie absteigende Chromatik mit gleicher Selbstverständlichkeit einzusetzen. Die Schlusstakte bilden eine auffällig lange themenfreie Strecke.
Invention 12, A-Dur 12/8, BWV 783
Eine ausgebaute Fuge, die vom Gegensatz lebt zwischen dem Thema, das aus einem repetierten Ton mit anschließendem Triller besteht, und seinem Kontrapunkt aus virtuosen Dreiklangsbrechungen. Die beiden Zwischenspiele verwenden eine einstimmige Passage, in der sich die Hände auf kurzen Strecken abwechseln.
Invention 13, a-Moll , BWV 784
Das Thema erinnert in seiner rhythmischen Struktur an die erste Invention, basiert aber auf Dreiklangsbrechungen. Der Satz konzentriert sich vor allem auf die harmonische Entwicklung und passt dazu die melodische Gestalt des Themas entsprechend an.
Invention 14, B-Dur , BWV 785
Der Satz lässt einen großen Bogen entstehen durch sein langes Thema, das vom Bass erst nach einem Zwischenspiel aufgegriffen wird. Das thematische Kernmotiv wird dann für mehrere modulierende, durchführungsartige Passagen genutzt bis zu einem auffälligen Höhepunkt, in dem beide Hände ganz homophon in Terzen geführt werden. Dann erst führt die erwartete Engführung in den Schluss.
Invention 15, h-Moll , BWV 786
Der Zyklus schließt mit einer ausgebauten zweistimmige Fuge – zu Beginn mit unthematischem Stützbass, dann mit einem festen Kontrapunkt. Sie enthält drei echte Durchführungen, davon die zweite in der parallelen Durtonart, die dritte bringt das Thema nur noch in der Grundtonart und bringt so mit klarer harmonischer Stabilität den Zyklus zu Ende.

### Sinfonien (dreistimmig)
Sinfonia 1, C-Dur , BWV 787
Der Satz beginnt wie eine dreistimmige Fuge, ein weiterer Basseinsatz täuscht Vierstimmigkeit vor. Das Thema wird schnell auch umgekehrt, aber oft nicht ganz präzise imitiert, so dass nach kurzer Zeit jeder Tonleitergang thematische Wirkung hat.
Sinfonia 2, c-Moll 12/8, BWV 788
Ein dreiklangbetonter Satz, in dem das Thema von der zweiten Stimme im Oktavkanon imitiert wird. Nach dem Tonikadreiklang im Themenkopf folgt ein Tonleiterabschnitt ähnlich der zweistimmigen Invention in d-Moll. Das Thema besteht aus regelmäßigen Achteln. Mit Eintritt des Basses etabliert sich ein Gegenthema aus laufenden Sechzehnteln. Spätestens ab der Mitte des Satzes wird der Themenkopf alleine sequenzierend verwendet; auch in der Reprise kommt das Thema nicht mehr in voller Länge vor.
Sinfonia 3, D-Dur , BWV 789
In dieser dreistimmigen Fuge sind nur erste und letzte Durchführung vollständig, die zweite Durchführung hat nur einen Themeneinsatz. Abspaltungen des Themenkopfs werden für motivisches Spiel in den ausgedehnten Zwischenspielen verwendet.
Sinfonia 4, d-Moll , BWV 790
Die zweite Hälfte des deutlich galanten Fugenthemas sequenziert die erste Hälfte, und dies deutet bereits die weitere motivische Verwendung auf allen Tonstufen an. Ab der Mitte (Ende der zweiten Durchführung) führt Bach ganz unauffällig einen chromatisch absteigenden Tonleitergang hinzu.
Sinfonia 5, Es-Dur 3/4, BWV 791
Der Satz fällt deutlich aus der Serie heraus: Ein im Rhythmus ostinater (also motivisch gleichbleibender), wie „pizzicato“ wirkender Bass stützt zwei sich imitierende Solostimmen. Deutliche Anspielung auf die Stilistik der Empfindsamkeit. Spätere Generationen würden einen solchen Satz als Charakterstück bezeichnen.
Sinfonia 6, E-Dur 9/8, BWV 792
Das Thema aus laufenden Triolen ist wenig charakteristisch, und thematische Arbeit steht so wenig im Vordergrund wie Kontrapunkt – mehr ein Intermezzo, das gerade in seiner Schlichtheit und Unauffälligkeit, mit der es dem Hörer die Konzentration auf die umgebenden Sätzen gestattet, den Zykluscharakter des Werks betont: eine auskomponierte, klingende Pause. Trotzdem enthält es einige Überraschungen – einige harmonische Wendungen, eine kleine Kadenz und unerwartete, übermütige Sechzehntelverzierungen der Oberstimme kurz vor Schluss.
Sinfonia 7, e-Moll 3/4, BWV 793
Der Satz ist eine recht klar ausgebaute Fuge; ab der zweiten Durchführung gesellt sich ein – bereits in der Exposition in Achteln vorgestelltes – Kontrasubjekt aus durchlaufenden Sechzehntelketten dem Thema hinzu, die ständig weiterlaufen und erst an der – dadurch dramatisch herausgehobenen – Reprise stocken.
Sinfonia 8, F-Dur , BWV 794
Diese Fuge setzt ab der zweiten Durchführung (zweites Viertel des Satzes) auch die hier sonst wenig auftretenden Engführungen ein. Auch die Zwischenspiele beziehen ihr motivisches Material aus dem Themenkopf.
Sinfonia 9, f-Moll , BWV 795
Der Satz ist stark chromatisch geprägt und erinnert ein wenig an das f-Moll-Präludium des Wohltemperierten Klaviers II (BWV 881). Das Thema besteht aus einem charakteristischen Seufzermotiv und wird bald auch in Umkehrung eingesetzt. Die starke Chromatik auch der Gegenstimmen, die großen Intervalle (bis zur None) und die weit greifenden Modulationen lassen den Satz als einen der ausdrucksmäßigen Höhepunkte des Zyklus erscheinen.
Sinfonia 10, G-Dur 3/4, BWV 796
In der Unbeschwertheit seiner Tonleiterläufe wirkt dieser Satz nach dem vorhergehenden deutlich als Intermezzo. Das Thema fällt durch seinen rhythmisch vorgezogenen Anfangston auf, es wird im Verlauf mehrfach variiert, so dass es nach dem Fugato-Beginn nur noch ein einziges Mal in der Originalgestalt auftritt. Die Tonart und die wenig ambitionierten harmonischen Abläufe lassen – ähnlich wie in der Invention gleicher Tonart – an eine Pastorale denken.
Sinfonia 11, g-Moll 3/8, BWV 797
Der deutliche Tanzcharakter changiert etwa zwischen einem Siciliano und einer Furlana und wird auch durch die zunächst recht deutliche achttaktige Periodik hervorgehoben. Ein kurzes Motiv geht ständig imitierend durch alle Stimmen; gegliedert wird der Satz durch zwei homophone orgelpunktgestützte Passagen.
Sinfonia 12, A-Dur , BWV 798
Das im Fugato eingeführte Thema besteht aus zwei Motiven, die im Folgenden meist unabhängig voneinander verarbeitet und in den ausgedehnten Zwischenstimmen kontrapunktisch aufeinander geschichtet werden. Auch die Coda kennt das originale Thema nicht mehr.
Sinfonia 13, a-Moll 3/8, BWV 799
Der ruhige Passepied-artige Satz verwendet ein stufenweise schreitendes Thema, das er oft auch in Terzen führt, und entwickelt im Verlauf zwei stark kontrastierende Gegenthemen mit witzigem synkopischen Charakter.
Sinfonia 14, B-Dur , BWV 800
Eine Fuge, die das Thema in der letzten Durchführung auch engführt.
Sinfonia 15, h-Moll 9/16, BWV 801
Das Thema basiert auf repetierten Tönen und endet mit einer virtuosen Akkordbrechung. Es wird im Kanon zwischen Oberstimme und Bass eingeführt und hat ein festes Kontrasubjekt. Bach nutzt den ersten Thementeil zu motivischer Arbeit in den Zwischenspielen.

## Ähnliche zweistimmige Werke
Bach hat sonst nur ganz wenige durchgängig zweistimmige Werke für Tasteninstrumente geschrieben. In seiner Clavierübung Teil III veröffentlichte er 1739 vier Sätze, die er mit „Duett“ überschrieb, und die einen wesentlich größeren Umfang als die Inventionen haben und sich auch kompositorisch deutlich von diesen absetzen – sie sind geprägt durch hochentwickelte kontrapunktische Technik mit häufigen Engführungen und Umkehrungen, andererseits auch durch große harmonische Kühnheit mit viel Chromatik. In ganz ähnlicher Form fügte er den vierzehn Fugen der Kunst der Fuge vier strenge zweistimmige Kanons bei, die einen virtuosen Spieler verlangen.
Zwei rein zweistimmige Sätze, die von ferne an eine Invention erinnern und deren durchgängige Kontrapunktik häufig zu kanonischen Passagen gerinnt, die aber ebenso schnell wieder aufgegeben werden, sind die Fantasia sur un Rondeau c-Moll BWV 918 sowie der ebenfalls als „Fantasia“ bezeichnete Eingangssatz der Partita 3 a-Moll BWV 827. Die e-Moll-Fuge BWV 855 aus dem ersten Band des Wohltemperierten Klaviers stellt wohl das einzige Beispiel einer zweistimmigen Fuge dar.